# Lucius Atilius (Prätor)
Lucius Atilius war ein dem plebejischen Geschlecht der Atilier entstammender römischer Politiker des späten 3. und frühen 2. Jahrhunderts v. Chr.
Im Jahr 197 v. Chr. wurde Atilius zu einem von insgesamt sechs Prätoren gewählt. Erstmals wurden sechs Prätoren ernannt, zuvor waren es jeweils vier. Atilius erhielt Sardinien als Provinz übertragen. Weiteres über ihn ist nicht bekannt.